# Денисов, Владимир Георгиевич
Владимир Георгиевич Денисов (1938 — 03.02.2004) — советский военный деятель, начальник Главного оперативного управления — заместитель начальника Генерального штаба ВС СССР (1989—1991), генерал-полковник.
Родился в с. Главный Стан Кербинского района Дальневосточного края (сейчас район имени Полины Осипенко Хабаровского края).
С 1957 года на военной службе как курсант артиллерийского военного училища. После его окончания — командир артиллерийского взвода.
С 05.05.1980 г. генерал-майор. С 1986 г. генерал-лейтенант.
С декабря 1986 по январь 1989 года начальник штаба — первый заместитель командующего войсками Туркестанского военного округа.
С 5 января 1989 года — начальник Главного оперативного управления — заместитель начальника Генерального штаба Вооружённых сил СССР. Генерал-полковник (30.10.1989).
Освобождён от должности 9 сентября 1991 года и вскоре был уволен из Вооружённых Сил.
Умер в Москве 03.02.2004. Похоронен на Троекуровском кладбище.
Награждён орденами Красного Знамени, Красной Звезды, «За службу Родине в Вооружённых Силах СССР» 3-й степени, медалями СССР и медалью «Братство по оружию» ПНР (08.05.1990).